# Småkovane
Die Småkovane (norwegisch für Kleine Schlafkammern) sind zwei durch einen schmalen Grat getrennte Bergkessel im ostantarktischen Königin-Maud-Land. Im Mühlig-Hofmann-Gebirge liegen sie auf der Nordostseite des Breplogen.
Norwegische Kartographen, die sie auch benannten, kartierten sie anhand von Luftaufnahmen und Vermessungen der Dritten Norwegischen Antarktisexpedition (1956–1960).